# UEFI 포럼
UEFI 포럼 주식회사(UEFI Forum, Inc.)는 UEFI 사양의 개발을 조율하기 위한 기술 기업들 간의 제휴이다. 이사회에는 12개 후원사 대표들이 포함되어 있다: AMD, 아메리칸 메가트렌즈, ARM, 애플, 델, 휴렛 팩커드 엔터프라이즈, HP 주식회사, Insyde Software, 인텔, 레노버, 마이크로소프트, 피닉스 테크놀로지스.

## 개요
이 비영리 법인은 플랫폼 펌웨어와 운영체제 사이의 부트 로더 및 런타임 인터페이스인 통일 확장 펌웨어 인터페이스(UEFI) 사양의 관리 및 홍보를 담당한다. 원래의 EFI 사양은 인텔에서 개발되었으며, UEFI 버전들이 개발된 출발점이 되었다. 이 조직의 목표는 노후화된 PC 바이오스를 대체하는 것이다.
UEFI 사양 외에도, 이 포럼은 펌웨어 내부 아키텍처뿐만 아니라 펌웨어-하드웨어 인터페이스를 다루는 UEFI Platform Initialization(PI) 사양을 담당한다. 또한 이 포럼은 자신이 정의하는 사양에 대한 적합성을 정의하는 자체 인증 테스트 스위트를 담당한다.
2013년 10월, ACPI 자산 또한 포럼으로 이전되었다. 이 포럼은 시스템 구성, 전원 관리 및 RAS(신뢰성, 가용성 및 지원성) 기능을 위해 OS와 시스템 펌웨어 간의 주요 런타임 인터페이스로 부팅 시 정적 테이블과 동적 제어 방법을 제공하는 미래 ACPI 사양의 관리 및 홍보를 담당한다. ACPI "개정 5.0"은 미래 ACPI 버전이 개발될 출발점으로 사용된다.

## 발행된 사양
- UEFI 사양 버전 2.8, 2019년 3월 발행
- UEFI 셸 사양 버전 2.2, 2016년 1월 26일 발행
- UEFI 플랫폼 초기화 사양 버전 1.7, 2019년 1월 발행
- UEFI 플랫폼 초기화 배포 패키징 사양 버전 1.1, 2016년 1월 발행
- ACPI 사양 버전 6.4, 2021년 1월 발행

## 폐지된 사양
- UEFI 사양 버전 2.0, 2.1, 2.2
- UEFI 플랫폼 초기화 사양 버전 1.0, 1.1

## 같이 보기
- TianoCore EDK II
- ACPI Component Architecture (ACPICA)
- 디스트리뷰티드 매니지먼트 태스크 포스 (DMTF)